# Historia wysokościowej osnowy geodezyjnej w Polsce
Historia wysokościowej osnowy geodezyjnej w Polsce – zarys historii powstania geodezyjnej osnowy wysokościowej – sieci punktów (reperów) o ustalonych rzędnych wysokościowych względem poziomu morza.

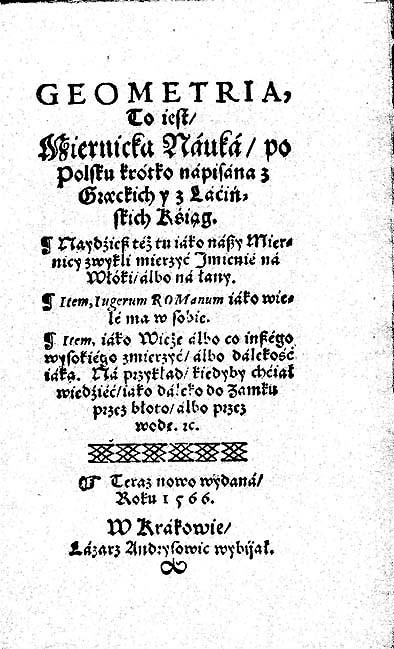
Strona tytułowa „Geometria to jest miernicka nauka” Stanisława Grzepskiego

Pierwsze wzmianki o wykonywaniu pomiarów wysokościowych na terenie Polski znajdują się w dziele Stanisława Grzepskiego „Geometria to jest miernicka nauka” z 1566 r. Jako pierwszy, król Stanisław August Poniatowski, tworząc Korpus Topografów, polecił przeprowadzenie niwelacji w Polsce. Pierwsze sieci wysokościowe, które na owe czasy można nazwać sieciami niwelacji precyzyjnej, zaczęły powstawać na ziemiach polskich w latach 70. XIX wieku. Był to okres rozbiorów Polski. Niwelację na terenach poszczególnych zaborów wykonywano różnymi instrumentami i metodami, przyjmując różne poziomy odniesienia. Z sieci pruskiej wiele znaków wysokościowych włączonych było potem do pomiaru kolejnych sieci polskich. Punkty dawnej sieci austriackiej i rosyjskiej w obecnych granicach Polski znajdują się w bardzo niewielkiej liczbie.

## Pod zaborami

### Zabór austriacki
Niwelację przeprowadzono w latach 1873–1895. Punkty I rzędu stabilizowano przeważnie znakami wysokościowymi w formie reperów tabliczkowych, z napisem „Hohen Marke” osadzanymi w trwałych budowlach lub w specjalnych słupach kamiennych. Poziomem punktu wysokościowego był poziom osi otworu w reperze tabliczkowym. Pomiar wykonywano niwelatorami Stampferta oraz drewnianymi łatami rewersyjnymi z jednakowym podziałem po obu stronach, przesuniętych względem siebie o stałą wartość. Niwelację wykonywano metodą pomiaru ze środka, przy maksymalnej długości celowej 60 m. Obserwacje dokonywano w dwu położeniach lunety. Za poziom odniesienia przyjęto średni poziom Morza Adriatyckiego, do którego odniesiono wysokość punktu nawiązania, którym był reper wodowskazu na molo Sartorio w Trieście. Wysokość tego reperu określono jako 3,352 m. Późniejsze wyznaczenia średniego poziomu morza wykazały, że przyjęta wartość była za duża o ok. 9 cm. Błąd średni pomiarów niwelacji precyzyjnej obliczony z różnic dwukrotnej niwelacji, wynosił od ± 2,5 do ± 3mm/km.

### Zabór pruski
Sieć niwelacyjna na obszarze byłego zaboru pruskiego zaczęła powstawać od ok. 1871 r. jako fragment tzw. pruskiej krajowej niwelacji. Zasadniczy szkielet tej sieci, jako sieci niwelacyjnej I rzędu, powstał w latach 1868–1894 i obejmował ogółem ok. 16 500 km w tym na obszarze Ziem Odzyskanych ok. 5000 km. Linie sieci miały przeciętną długość ok. 60 km. Przebiegały głównie wzdłuż dróg, tworzyły poligony o przeciętnej długości 300 km. Odcinki między sąsiednimi znakami wysokościowymi na początku miały długość ok. 2 km, potem zostały zagęszczone.
Stabilizacja
- repery I rzędu, osadzone wzdłuż linii przeciętnie co ok. 8–10 km, w ścianach fundamentalnych budowli, na wysokości ok. 1 m,
- znaki ścienne, mniejsze repery ścienne II rzędu, osadzone w podobny sposób jak poprzednie, przeciętnie wzdłuż linii co ok. 5 km,
- bolce numerowane, osadzone co ok. 2 km jako znaki naziemne w słupach granitowych. Głębokość osadzenia słupa ok. 65 cm.

Pomiar
Pomiar wykonywano niwelatorami firmy Bamberg a później Hildebrandt. Stosowano drewniane łaty z podziałem półcentymetrowym i podwójnym opisem. Długość łaty była okresowo kontrolowana. Łaty stawiane były początkowo na klinach, a w późniejszym okresie na żabkach. Niwelację wykonywano metodą pomiaru ze środka o długości celowej do 50 m. Od 1881 roku zaczęto wprowadzać poprawki ortometryczne normalne. Najwcześniej stosowanym poziomem wyjściowym było zero wodowskazu w Gdańsku – Nowym Porcie (Neufahrwasser). Od 1878 r. za poziom odniesienia dla całej sieci pruskiej przyjmowany był poziom punktu wyjściowego /Normal-Hohenpunkt/, którym była kreska na słupie w obserwatorium astronomicznego w Berlinie, przyjęta – z pomiaru nawiązującego – jako 37,00 m ponad tzw. Normal-Null, tj. 37 m ponad poziomem zera wodowskazu w Amsterdamie. Po 1900 r. pomiary sieci były poszczególnymi fragmentami ponawiane, jednak dowiązywano je do wysokości punktów z wcześniejszych pomiarów. Wszystkie te wysokości nosiły miano wysokości w tzw. „starym systemie”. Dla wysokości w „nowym systemie” sieć oparta była na nowym punkcie wyjściowym Hoppegarten koło Berlina i składała się z linii nowo pomierzonych.

### Zabór rosyjski
Niwelację przeprowadzono w latach 1873–1893 przez Korpus Wojskowych Topografów, a następnie przez Oddział Wojskowo-Topograficzny Sztabu Głównego.
Stabilizacja
Znaki wysokościowe I rzędu były to trzpienie z tarczą żelazną z napisem „Niwielirowka Gł. Szt.” z numerem znaku i rokiem wykonania pomiaru. Oś otworu w środku tarczy stanowiła poziom znaku. Występowały one w odstępach 25–50 km, na liniach niwelacyjnych biegnących z reguły wzdłuż linii kolejowych.
Pomiar
Od 1881 r. pomiar wykonywano niwelatorami WTO-I z wykorzystaniem drewnianych łat rewersyjnych. Pomiar wykonywano „tam” i „z powrotem” przy maksymalnej długości celowej do 85 m. Uzyskiwano błąd średni pomiaru ± 4–4,5 mm/km.
Od 1883 r. pomiar wykonywano niwelatorami WTO-II. Z pomiarów uzyskiwano błąd średni przypadkowy ok. ± 2–3 mm/km i systematyczny ok. ± 0,5 mm/km. Wyrównanie sieci z pomiarów w latach 1871–1893 dało błąd średni ± 3 mm/km. Poziomem odniesienia dla niwelacji w pierwszych jej latach był poziom zera łaty wodowskazowej w Kronsztadzie. Wysokości wyrównanej sieci, z lat 1871–1893, odniesione zostały do poziomu Bałtycko-Czarnomorskiego, tj. opartego na średnich poziomach obu tych mórz.

## Lata 1926–1937
Z chwilą utworzenia w 1923 r. przy Wydziale Miernictwa Ministerstwa Robót Publicznych – Biura Triangulacyjnego, zostały zapoczątkowane podstawowe pomiary kraju. Jednym z oddziałów tego Biura był Oddział Niwelacyjny. Po zniesieniu Ministerstwa Robót Publicznych w 1932 r., odnośne prace kontynuowało Biuro Pomiarowe Ministerstwa Komunikacji. Na podstawie instrukcji technicznej wydanej przez to biuro powstała sieć niwelacyjna I rzędu pomierzona w latach 1926–1937.
Stabilizacja
W sieci tej stosowano głównie trzy typy znaków:
- repery tabliczkowe,
- bolce,
- kamienie niwelacyjne.

Dla sieci tej założono 7 punktów tzw. podstawowych, w miejscach pewnych pod względem geologicznym. Były to punkty:
1. w Barczy pod Kielcami,
2. w Brześciu nad Bugiem,
3. w Borowej Górze koło Warszawy,
4. w Tomaszgrodzie koło Sarn,
5. w Druji,
6. w Wilkowie koło Inowrocławia,
7. w okolicy Trembowli.

Nawiązanie do mareografu i do sieci państw sąsiednich
Sieć nawiązano do nowo założonej w 1931 roku stacji mareograficznej w Gdyni. Powiązano ją z sieciami kilku państw sąsiednich:
- z Czechosłowacją 11 odcinkami granicznymi w 1931 r.
- z Łotwą 2 odcinkami w 1934 r.
- z Niemcami 5 odcinkami w 1937 r.
- z Rumunią.

Pomiar
Pomiar wykonywano niwelatorami precyzyjnymi firmy Zeiss typ III oraz łaty 3 metrowe z dwoma podziałami półcentymetrowymi naniesionymi na taśmę inwarową, przesuniętymi względem siebie o 2,5 cm. Przed pomiarem instrumenty i łaty były rektyfikowane, a same łaty, przed i po sezonie, były komparowane w Głównym Urzędzie Miar, Ministerstwa Przemysłu i Handlu. Niwelację wykonywano metodą pomiaru ze środka, przy długości celowej do 50 m. Łaty stawiane były na żabkach. Do wyników pomiarów wprowadzano poprawki z komparacji łat oraz poprawki ortometryczne normalne.
Za poziom odniesienia przyjęto poziom tzw. Normal-Null tj. poziom Morza Północnego w Amsterdamie, wzięto bowiem za poziom wyjściowy wysokość reperu I rzędu dawnej pruskiej niwelacji precyzyjnej, umieszczonego na ścianie ratusza w Toruniu. Wysokość ta według niemieckiego katalogu wynosi 50,518 m.

## Lata 1947–1950
Po utworzeniu Głównego Urzędu Pomiarów Kraju, Wydział Niwelacji jego Biura Technicznego przystąpił do inwentaryzacji i prac przygotowawczych, mając na celu rozpoczęcie nowego pomiaru sieci. Za pierwszy etap jej tworzenia przyjęto wykonanie nowego pomiaru sieci na Ziemiach Odzyskanych. Przystąpiono do pomiaru dwu sieci:
- na terenach zachodnich Ziem Odzyskanych,
- na terenach północnych Ziem Odzyskanych, tzw. Sieć „Mazury”.

Stabilizacja
Dostabilizowano głównie znaki ścienne, osadzone na wysokości od 0,3 do 1 m, w formie reperu z głowicą żeliwną, na której były: napis „Znak wysokościowy”, dwuliterowy znak serii i czteroliterowy numer indywidualny.
Pomiar
Przy pomiarze i opracowaniu wyników obu nowych sieci zakładano potrzebę uzyskania błędu średniego z wyrównania mo ± 1,00 mm/km. W obu przypadkach tak małego błędu nie uzyskano.
Obie sieci nawiązano do punktów sieci międzywojennej z lat 1926–1937, przyjmując wysokości punktów nawiązania z katalogu wydanego w 1939 r. A więc obie mierzone sieci miały wysokości punktów wyrażone w tym samym systemie wysokości i poziomie odniesienia co i sieć międzywojenna z lat 1926–1937.

## Lata 1953–1955
W 1952 r. Centralny Urząd Geodezji i Kartografii przystąpił do tworzenia nowej, jednolitej sieci niwelacji I klasy na obszarze całego państwa. Przyjęto następujące założenia dotyczące tej sieci:
1. Wykorzystanie tras dotychczasowych niwelacji precyzyjnych.
2. Projektowanie nowych tras głównie wzdłuż istniejących szos.
3. Wykorzystanie tras kolejowych tylko w przypadkach koniecznych.
4. Wykorzystanie istniejących znaków wysokościowych, odpowiadającym aktualnym wymaganiom.
5. Oparcie sieci na istniejących i nowo projektowanych punktach fundamentalnych wiekowych, równomiernie rozmieszczonych na terenie kraju, z uwzględnieniem sprzyjających zakładaniu warunków geologicznych.
6. Oparcie linii niwelacyjnych na możliwie dobrze usytuowanych punktach węzłowych.

Stabilizacja
Do stabilizacji punktów na liniach stosowano pięć nowych typów znaków.
1. Typ II
2. Typ III
3. Typ IV
4. Typ V
5. Typ VI

Ogółem osadzono około 4000 nowych znaków.
Nawiązanie do mareografu i do sieci państw sąsiednich
W tej sieci znacznie rozbudowano liczbę równomiernie rozmieszczonych na obszarze kraju punktów wiekowych, które zostały zastabilizowane znakami typu I. Nowo osadzone punkty wiekowe to:
1. Punkt Brudzowice
2. Punkt Borów
3. Punkt Sandomierz
4. Punkt Smardzew
5. Punkt Żabce
6. Punkt Lesięcin
7. Punkt Jaroty
8. Punkt Łęczyce
9. Punkt Chełmsko
10. Punkt Prostki

Poza tym włączono do sieci następujące odrestaurowane punkty wiekowe:
1. Punkt Borowa Góra
2. Punkt Wilkowo (Wapienno)
3. Punkt Warszawa-Wola i Warszawa-Grochów.

W czasie pomiaru sieci dokonane zostały dwustronne pomiary na parokilometrowych odcinkach granicznych, wiążących sieci polską z sieciami państw sąsiednich. Miało to miejsce w rejonach następujących miejscowości:
- na granicy z ZSRR: Gronowo i Terespol,
- na granicy z NRD: Dołuje, Kostrzyń, Gubin i Zgorzelec
- na granicy z Czechosłowacją: Lubawka, Kudowa, Międzylesie, Złoty Stok, Piotrowice, Chałupki, Cieszyn, Zwardoń, Chochołów, Łysa Polana, Leluchów, Barwinek i Radoszyce.

Sieć niwelacji I klasy nie była od razu nawiązana do stacji mareograficznych na polskim wybrzeżu Bałtyku. Dokonano tego w kilka lat później liniami niwelacji II klasy.
Pomiar
Pomiar wykonywano dwoma rodzajami niwelatorów precyzyjnymi Aerogeopribor NA-1 oraz Wild N III. Stosowano łaty 3 metrowe z taśmą inwarową, z dwoma przesuniętymi względem siebie podziałami (w pierwszy przypadku podział co 5 mm, w drugim co 10 mm). Przed sezonem instrumenty i łaty były sprawdzane i konserwowane, a same łaty, przed i po sezonie, były komparowane w Głównym Urzędzie Miar z błędem średnim nie większym niż ± 0,03 mm/m. Niwelację wykonywano metodą pomiaru ze środka a maksymalna długość celowej wynosiła 40m. Łaty stawiane były na wbitych w ziemię klinach lub wyjątkowo na ciężkich żabkach. Stosowano dwie metody pomiaru:
- metodę „A”, wykorzystywaną w 1953 r. przy pomiarach zachodniej części sieci, tj. metodą pomiaru na 2 kliny, przy kolejności odczytów łat na 2 sąsiednich stanowiskach: tppt-pttp,
- metodę „B”, wykorzystywaną w latach 1954 i 1955 r. przy pomiarach wschodniej części sieci, tj. metodą pomiaru na 4 kliny i 2 pary łat, przy kolejności odczytów łat na 2 sąsiednich stanowiskach: t1p1p1t1t2p2p2t2- p1t1t1p1p2t2t2p2, gdzie wskaźnik 1 i 2 oznacza numer łat.

Do wyników pomiarów wprowadzano poprawki z komparacji łat oraz w pierwszym etapie opracowania wyników poprawki ortometryczne normalne. W drugim etapie, przy włączeniu polskiego materiału do łącznego wyrównania międzynarodowego, wprowadzono poprawki wynikłe z systemu wysokości normalnych. Za poziom odniesienia przy wstępnym wyrównaniu niezależnym sieci i wyznaczeniu wysokości jej punktów, przyjęto wysokość punktu Toruń-Ratusz, odniesioną do poziomu Morza Północnego w Amsterdamie, a przy wyrównaniu ostatecznym, międzynarodowym był to tzw. Bałtycki system wysokości normalnych, odniesiony do zera mareografu w Kronsztadzie.

## Lata 1974–1979
W roku 1969 rozpoczęto prace projektowe mające na celu wykonanie nowego pomiaru sieci niwelacji I klasy. Powodów do tego było kilka:
- z biegiem lat postępująca coraz bardziej dezaktualizacja wysokości punktów dotychczasowej sieci niwelacji I klasy wskutek współczesnych pionowych ruchów powierzchni skorupy ziemskiej, ruchów technogennych i ruchów samych znaków w podłożu,
- potrzeba stworzenia gęstszej, niż dotychczasowa, sieci niwelacji I klasy, czego wymagały potrzeby gospodarcze i dokładnościowe,
- potrzeba powiązania nowej sieci ze stacjami mareograficznymi,
- wspólny zamiar europejskich krajów socjalistycznych (Bułgaria, Czechosłowacja, NRD, Polska, Rumunia, Węgry i ZSRR) stworzenia nowej tzw. Jednolitej Wysokościowej Sieci Niwelacyjnej (JWSN), która tworzyłaby wspólną podstawową osnowę wysokościową tych krajów, m.in. dla nowego wyznaczenia współczesnych pionowych ruchów skorupy ziemskiej, już na podstawie sieci z góry do tego zaprojektowanej.

Przewidziano do pomiaru ok. 8600 km linii, w tym:
- wszystkie linie I klasy mierzonej w latach 1953–1955.
- linie niwelacji II klasy 1 kategorii pomierzone w latach 1955–1958
- linie II klasy 2 kategorii, mierzone po 1930 r. aż do roku 1954

Linii zupełnie nowych prawie nie było. W roku 1977 Instytut Geodezji i Kartografii doprojektował jeszcze ok. 1800 km linii (m.in. obwodnicę wokół Warszawy). Dla pomiaru tej sieci opracowano w Instytucie Geodezji i Kartografii nową instrukcję techniczną.
Nie zdecydowano się na dalszą rozbudowę liczby istniejących punktów wiekowych. Włączono jedynie do sieci dwie grupy punktów w latach wcześniejszych zastabilizowane, są to:
- punkt wiekowy Racibórz,
- punkt wiekowy Sanok.

Nawiązanie do mareografu i do sieci państw sąsiednich
W pierwszych latach pomiaru sieci, wykonane zostały powiązania graniczne z sieciami państw sąsiednich. Miało to miejsce w rejonach następujących miejscowości:
- na granicy z ZSRR: Mamonowo, Swierdłowo, Kuźnica, Terespol i Hrebenne
- na granicy z NRD: Świnoujście, Dołuje, Kostrzyń II, Gubin i Zgorzelec
- na granicy z Czechosłowacją: Lubawka, Kudowa, Boboszów, Złoty Stok, Piotrowice, Cieszyn, Istebna, Chochołów, Łysa Polana, Niedzica, Leluchów i Barwinek.

Sieć niwelacji I klasy została bezpośrednio powiązana z 7 głównymi stacjami mareograficznymi na polskim wybrzeżu Bałtyku (Świnoujście, Kołobrzeg, Ustka, Łeba, Władysławowo, Hel i Gdańsk-Nowy Port). Miało to na względzie aspekt badań współczesnych pionowych ruchów skorupy ziemskiej.
Stabilizacja
Zastosowano dodatkowo cztery nowe typy znaków:
- Typ IIa
- Typ IVa
- Typ Va
- Typ VIa

Wykorzystano także znaki dawniejszych sieci.
Pomiar
Pomiar sieci po raz pierwszy wykonano niwelatorami samopoziomującymi. Wykonywano go dwoma rodzajami niwelatorów precyzyjnych: Opton typ Ni 1 oraz Zeiss typ Ni 002 (od 1977 r.). Stosowano łaty 3-metrowe z taśmą inwarową, z dwoma przesuniętymi względem siebie podziałami (w pierwszy przypadku podział co 1 cm, w drugim co 0,5 cm). Przed sezonem instrumenty i łaty były sprawdzane i konserwowane, a same łaty, przed i po sezonie, były komparowane w Głównym Urzędzie Miar z błędem średnim nie większym niż ±0,01 mm/m. Niwelację wykonywano metodą pomiaru ze środka przy długość celowej do 35 m. Łaty stawiane były na wbitych w ziemię klinach lub wyjątkowo na ciężkich żabkach. Stosowano dwie kolejności odczytów łat na dwu kolejnych stanowiskach:
- kolejność symetryczną i przemienną tppt-pttp
- kolejność niesymetryczną i nieprzemienną ttpp-ttpp

Do wyników pomiarów wprowadzono następujące poprawki niwelacyjne:
- poprawkę z komparacji łat,
- poprawkę termiczną łat,
- poprawkę ze względu na dobowe zmiany kierunku linii pionu, spowodowane przez Księżyc i Słońce,
- poprawkę normalną.

Przed przekazaniem polskiej części JWSN do łącznego wyrównania sieci, dokonano wyrównania tylko polskiej części w nawiązaniu do wysokości punktu Toruń-Ratusz, odniesioną do poziomu Morza Północnego w Amsterdamie.

## Lata 1974–1982
Na zlecenie GUGiK został opracowany w PPGK w 1979 r. projekt zagęszczenia sieci niwelacji I klasy z pomiarów w latach 1974–1979, który przewidywał dodatkowy pomiar jeszcze ok. 6000 km linii w latach 1980–1982. Linie te przebiegały po nie włączonych dotychczas do sieci niwelacji I klasy dawnych liniach niwelacji II klasy 1 lub 2 kategorii.
Na podstawie instrukcji technicznej z 1975 r. i „Koncepcji modernizacji...” z 1978 r. powstały:
- „Instrukcja techniczna G-2. Wysokościowa osnowa geodezyjna” opracowana przez IGiK, a wydane przez GUGiK w 1980 r.
- „Wytyczne Techniczne G-2.1 Podstawowa osnowa wysokościowa. Projektowanie pomiar i opracowanie wyników.” opracowana przez PPGK, a wydane przez GUGiK w 1983 r.

Stabilizacja
Przy pomiarach zagęszczających sieć, w latach 1980–1982, stosowano te same zasady osadzania znaków i te same typy znaków, jak to miało miejsce przy pomiarach w latach 1974–1979. Nowych trójznakowych grup punktów fundamentalnych wiekowych nie osadzono. Włączono jedynie do sieci kilka jednoznakowych punktów fundamentalnych z nowo pomierzonej warszawskiej sieci niwelacji precyzyjnej. Nie powstały żadne nowe powiązania ze stacjami mareograficznymi, ani też nowe powiązania z sieciami państw sąsiednich.
Pomiar
Zasady pomiaru sieci w latach 1980–1982 pozostały niezmienione w stosunku do pomiaru z lat 1974–1979. Używano do pomiaru wyłącznie niwelatorów samopoziomujących Zeiss Ni 002. Stosowano prawie wyłącznie odczytywanie łat na dwu kolejnych stanowiskach ttpp-ttpp. Wprowadzono te same poprawki niwelacyjne, jakie wprowadzane były do pomiarów z lat 1974–1979.

## EUVN
Koncepcja
Podczas Sympozjum EUREF w Helsinkach w 1995 roku przedstawiona została propozycja połączenia istniejącej sieci EUREF, regionalnych sieci niwelacyjnych Europy (UPLN i UELN) oraz sieci mareografów w jednolitą, zintegrowaną sieć. Elementem wiążącym wymienione sieci w jedną całość była międzynarodowa kampania GPS, która zawierała odpowiednio rozmieszczone punkty trzech wymienionych wyżej sieci. Opracowanie wyników tej kampanii umożliwiło zdefiniowanie „European Vertical Reference Network” (EUVN), który to układ wysokościowy powinien spełniać istniejące potrzeby tak naukowe, jak i praktyczne.
Cele EUVN
Główne cele sieci EUVN:
- stworzenie zintegrowanego układu wysokościowego,
- ujednolicenie krajowych układów wysokościowych w Europie,
- dostarczenie punktów oporowych dla potrzeb badania przebiegu geoidy w Europie,
- dostarczenie powiązań między poziomami odniesienia w różnych krajach europejskich zdefiniowanymi przez lokalny średni poziom mórz i oceanów,
- dostarczenie danych do obecnie tworzonego absolutnego, globalnego układu wysokościowego,
- stworzenie sieci fundamentalnej dla następnego geokinematycznego układu wysokościowego np. UELN 2000, uwzględniającego m.in. wypiętrzanie się Skandynawii i regionu Karpacko-Bałkańskiego,
- dostarczenie informacji umożliwiających rozdzielenie ruchów pionowych skorupy ziemskiej od zmian poziomu mórz i oceanów,
- umożliwienie wyrażania wyników opracowania regionalnych projektów geodynamicznych w jednolitym układzie odniesienia EUREF (ETRS89) w celu ich późniejszej poprawnej interpretacji geofizyczne.